# GOALOUS5
『GOALOUS5』(ゴーラスファイブ)とは、熊谷健太郎、小松昌平、寺島惇太、仲村宗悟、深町寿成の5人によるグループ、及びYouTubeとニコニコ動画の｢GO5チャンネル｣にて配信されているWeb番組、関連するプロジェクトの総称。ファン名称は｢構成員｣。
ロシア語で｢声｣を意味する”golos”と英語で｢目標•目的｣を意味する”goal”から名付けられており、｢世界声福(征服)を目論む悪の組織｣の幹部として、声の力で人々を虜にするため、毎週水曜日17時頃に一大スペクタクル番組を配信している。
2022年2月16日、YouTubeの｢GO5チャンネル｣にて、メンバーシップ｢ゴーラスペース｣が開始。
2024年7月2日、GOALOUS5初となるオフィシャルブック｢The History of GOALOUS5 〜5th Anniversary〜｣が発売された。

## 出演者

### GOALOUS5
悪の組織の幹部。通常放送回は、5人のうち2人又は3人で出演することが多い。
挨拶は｢Sir, GOALOUS!｣。
ゴーラスイエロー   (寺島惇太)
ゴーラスブルー   (熊谷健太郎)
ゴーラスグリーン   (小松昌平)
ゴーラスピンク   (深町寿成)
ゴーラスホワイト   (仲村宗悟)

### ヒーロー3
正義の味方。イベント｢声福大作戦｣や｢5 AHEAD！｣MVなどに出演する。2023年1月から2月にかけて、GOALOUS5の楽曲の踊ってみた動画が7本配信された。以前は単に｢ヒーロー｣と呼ばれていたが、2023年のエイプリルフール企画から｢ヒーロー3(さん)｣と呼ばれる。
声の担当はエイプリルフール企画動画内のみであり、通常時は声を発することができない。
ヒーローレッド   (声：ゴーラスピンク)
ヒーローグリーン   (声：ゴーラスグリーン)
ヒーローブルー   (声：ゴーラスホワイト)

### RIVALZ
後述する｢MISSION:GO5｣で誕生した、悪の組織の準幹部。｢MISSION:GO5｣関連の放送やイベントに出演する。
挨拶は｢Si, RIVALZ!｣。
リバルズオレンジ   (狩野翔)
リバルズパープル   (濱野大輝)

### その他
首領
GOALOUS5に指令を送る、悪の組織の頭。動画内のテロップで｢〜なのだ！｣という口調で話す。
ゴーラスレッド   (声：ゴーラスブルー)
第7回で初登場した、悪の組織の一般戦闘員。ダミーヘッドマイクを用いる放送回の他、グッズ着用モデルになったり、カメラになったりと、様々な場面で登場する。｢〜ッス！｣という口調で話す。

### 〇〇組
第23回にて、グリーンが、イエロー&グリーンの組み合わせを｢キーマカレーコンビ｣と称してから、メンバーの2人組・3人組に名前を付けていくようになった。以下、名付けられた回が早い順に記述する。
※｢組｣｢コンビ｣等の表記は揺れる事が多いため、｢組｣に統一する。
| コンビ名                                      | メンバー                     | 命名回   |
| --------------------------------------------- | ---------------------------- | -------- |
| キーマカレー組                                | イエロー、グリーン           | #23      |
| いちごみるく(ミルク)組→ドドンパ組             | ホワイト、ピンク             | #35→#137 |
| マンゴーラッシー組                            | イエロー、ホワイト           | #36      |
| 白緑組⇆ネギ組                                 | ホワイト、グリーン           | #44      |
| 信号機組→夢職人と忘れじの黒い妖精(ゆめくろ)組 | イエロー、ピンク、グリーン   | #65→#171 |
| 沖縄組                                        | ホワイト、ブルー             | #68      |
| ピーチ組                                      | イエロー、ピンク             | #73      |
| リゾート組                                    | ホワイト、ブルー、グリーン   | #77      |
| 新撰組                                        | ブルー、グリーン             | #91      |
| ちらし(寿司)組                                | イエロー、ホワイト、ピンク   | #95      |
| 桜餅組                                        | ピンク、グリーン             | #99      |
| T組                                           | イエロー、ホワイト、ブルー   | #105     |
| しなびたネギ組                                | イエロー、ホワイト、グリーン | #113     |
| ナンヨウハギ組                                | イエロー、ブルー             | #122     |
| あの世組                                      | ピンク、ブルー               | #128     |
| ガボン組                                      | イエロー、ブルー、グリーン   | #143     |
| 地獄組                                        | イエロー、ピンク、ブルー     | #147     |
| めっちゃ毒持ってる組                          | ホワイト、ピンク、ブルー     | #160     |
| 殺陣(メタ)組                                  | ホワイト、ピンク、グリーン   | #201     |
| 虹組                                          | ピンク、ブルー、グリーン     | #223     |

## 配信内容
首領からの指令のもと、世界声福(征服)に向けて作戦を遂行していくという形で番組が進行する。

### コーナー

#### GOALOUS 悪の相談室
構成員から悪の相談をGOALOUS5が悪らしく解決していくコーナー。第17回から相談の募集を開始している。楽曲｢ゴーラスたいそう｣は、第224回の悪の相談室で誕生した｢あくのおにいさん｣を元に制作された。

#### ステータス検証
戦闘能力検証とも呼ばれる。2019年5月にX(旧Twitter)にて公開された自己申告の戦闘能力データが本当かどうか検証するために第13回・第14回にて初めて実施されてから、定期的に行われている。通常放送だけでなく、イベント内でも検証を行うことがある。

#### GO人衆の裏ゴーラス
各幹部の分身となるマスコットキャラクター｢GO人衆｣による番組終盤のミニコーナー。生放送(第53回)にてコーナーの発足が発表され、第60回から開始した。ミショコマ開始後は隔週コーナーとなっている。第160回からタイトルコールが無くなり、第261回からキャラクターが進化している。
- GO人衆
キーマン → オールギーマン
  - イエローの分身。

ゴーラスエッグ → 破邪魔
  - ホワイトの分身。

めがねくさ → メガネワレ ハチを割りし者
  - グリーンの分身。

GDog → Gdogs(ルー&ドゥー)
  - ブルーの分身。

アクイ=チャン → ネオアクイ
  - ピンクの分身。

#### ミショコマ
後述する｢MISSION:GO5｣の4コマ漫画｢ミショコマ｣のキャラクターによる番組終盤のミニコーナー。第108回・第110回・第112回で特別編が放送され、第114回から開始した。GO人衆の裏ゴーラスと交互に隔週で放送される。第270回からイラストがバージョンアップした。

#### 今週のゴーラス菜園記録
1年間の長期訓練として育てている野菜の成長を報告するコーナー。第262回にて考案され、第270回にて鉢植えを行い、第271回から開始した。

#### ゴーラスじゃんけん / ゴーラスプチ占い
1年間の長期訓練として、エンディングでじゃんけん又は占いを行うコーナー。第268回にて考案され、第270回から開始した。

### 通常配信
毎週水曜日、YouTubeとニコニコ動画にて各回15分前後の動画が配信されている。
出演者欄に｢GOALOUS5｣と記載している回は、ホワイト•イエロー•グリーン•ピンク•ブルーの5人が出演している。
| 話数   | 配信日       | タイトル | 出演者                              | 備考                                                                                             |
| 2019年 | 2019年       | |                                     |                                                                                                  |
| ------ | ------------ | --- | ----------------------------------- | ------------------------------------------------------------------------------------------------ |
| #1     | 5月22日      | 悪の組織が番組をスタート！世界声福がはじまる～必殺技風自己紹介①～ | ホワイト イエロー ピンク            |                                                                                                  |
| #2     | 5月29日      | ｢なうしか｣｢よいちょまる｣若者言葉を解き明かす | ホワイト イエロー ピンク            |                                                                                                  |
| #3     | 6月5日       | 恐ろしすぎる武器GOALOUS銃誕生 | ホワイト イエロー ピンク            |                                                                                                  |
| #4     | 6月12日      | 食べ比べ対決！高級なのはどっちだ！？ | ホワイト イエロー ピンク            |                                                                                                  |
| #5     | 6月19日      | バカンスから帰ってきた２人が参上！～必殺技風自己紹介②～ | グリーン ブルー                     |                                                                                                  |
| #6     | 6月26日      | 悪の組織のマスク作ってみた | グリーン ブルー                     |                                                                                                  |
| #7     | 7月3日       | スローカメラで華麗な〇〇を撮影…！？ | グリーン ブルー                     |                                                                                                  |
| #8     | 7月10日      | タピオカ入手失敗！ゴーラスタピオカ風ドリンク誕生 | グリーン ブルー                     |                                                                                                  |
| #9     | 生放送(後述) | 生放送(後述) | 生放送(後述)                        | 生放送(後述)                                                                                     |
| #10    | 7月24日      | 生ゴーラス反省会～はじめての共同作業にお付き合い下さい～ | GOALOUS5                            | ゴーラスホワイト・バースデー2019                                                                 |
| #11    | 7月31日      | お前のイメージは〇〇だ！～最強の名乗りを考えよ！(前編)～ | GOALOUS5                            |                                                                                                  |
| #12    | 8月7日       | お前のイメージは〇〇だ！～最強の名乗りを考えよ！(後編)～ | GOALOUS5                            |                                                                                                  |
| #13    | 8月14日      | カンニング禁止！あなたは英語で｢ゴーラス5｣を書けますか？ | GOALOUS5                            | ステータス検証                                                                                   |
| #14    | 8月21日      | 最速の男は誰だ！～捕らわれのGOALOUS5～ | GOALOUS5                            | ステータス検証                                                                                   |
| #15    | 8月28日      | アジトに星空つくってみた〜イエローのバースデー〜 | イエロー ピンク                     | ゴーラスイエロー・バースデー2019                                                                 |
| #16    | 9月4日       | 悲劇！イエロー&ピンク、地獄のゴーラス足ツボマット | イエロー ピンク                     | ゴーラスピンク・バースデー2019                                                                   |
| #17    | 9月11日      | #反インスタ映え #自撮りヘタ #うっかり映え！？ | イエロー ピンク                     |                                                                                                  |
| #18    | 9月18日      | 初MV撮影裏話～そして殺陣を諦めた…～ | イエロー ピンク                     |                                                                                                  |
| #19    | 9月25日      | 初MV撮影裏話～GOALOUS5とダンスとコマチ～ | ホワイト グリーン ブルー            |                                                                                                  |
| #20    | 10月2日      | イベント開催地よみうりランドまで空港から5時間35分！ | ホワイト グリーン ブルー            |                                                                                                  |
| #21    | 10月9日      | 組織の宣伝ポスター作ってみた | ホワイト グリーン ブルー            |                                                                                                  |
| #22    | 10月16日     | 悪の組織が桃太郎を朗読するとこうなる | ホワイト グリーン ブルー            |                                                                                                  |
| #23    | 10月23日     | リーチ一発ツモゴーラス5満貫！4000オール！ | イエロー グリーン                   |                                                                                                  |
| #24    | 10月30日     | 猫は何をやっても可愛いのか検証｢にゃ♡｣ | イエロー グリーン                   |                                                                                                  |
| #25    | 11月6日      | ゴーラスイエロー・寺島惇太＆ゴーラスグリーン・小松昌平の絆を確かめる！ | イエロー グリーン                   |                                                                                                  |
| #26    | 生放送(後述) | 生放送(後述) | 生放送(後述)                        | 生放送(後述)                                                                                     |
| #27    | 11月20日     | ｢悪のヒーローショー？悪の朗読？｣イベントで〇〇したい | GOALOUS5                            |                                                                                                  |
| #28    | 11月27日     | GOALOUS5×カラオケの鉄人コラボドリンクの食レポに挑戦！ | グリーン ブルー ピンク              |                                                                                                  |
| #29    | 12月4日      | GO5！GOALOUS5！ふりつけ解説チャンネル♪ | グリーン ブルー ピンク              |                                                                                                  |
| #30    | 12月11日     | 悪の相談｢カラオケで周りを飽きさせない方法は？｣ | グリーン ブルー ピンク              |                                                                                                  |
| #31    | 12月18日     | よみうりランドで即興ヒーローショー開幕 | GOALOUS5                            |                                                                                                  |
| #32    | 12月25日     | マスコットキャラクターも声福！？よみうりランド日テレらんらんホールを下見(ニコニコ動画) ジェットコースターにも乗るのだ！イエローと合流してついにらんらんホールへ！(YouTube) | GOALOUS5                            |                                                                                                  |
| 2020年 |              | |                                     |                                                                                                  |
| #33    | 1月1日       | 「ゴ｣｢ー(オ)｣｢ラ｣｢ス｣｢５｣で2020年の抱負を発表 | GOALOUS5                            |                                                                                                  |
| #34    | 1月8日       | 悪の組織がヒーロートレーニングセンターに挑む！ | GOALOUS5                            |                                                                                                  |
| #35    | 1月15日      | ホワイト・仲村宗悟&ピンク・深町寿成 VS イエロー・寺島惇太&グリーン・小松昌平 VS ブルー・熊谷健太郎&レッド                                                                  | GOALOUS5                            |                                                                                                  |
| #36    | 1月22日      | 作戦報告～アジトver.2020 with こたつedirion～ | イエロー ホワイト                   |                                                                                                  |
| #37    | 1月29日      | 音声アシストに愛の告白｢毎朝俺にカレーを作ってくれ｣ | イエロー ホワイト                   |                                                                                                  |
| #38    | 2月5日       | マスコットキャラクター爆誕～カレーの魔神と金のタマゴ～ | イエロー ホワイト                   |                                                                                                  |
| #39    | 2月12日      | 命がけのバレンタイン！？愛の告白対決！ | イエロー ホワイト                   |                                                                                                  |
| #40    | 2月19日      | ｢ブル姉｣誕生！？頑張り屋のブルーに極上マッサージ | イエロー ピンク ブルー              | ゴーラスブルー・バースデー2020                                                                   |
| #41    | 2月26日      | 続・マスコットキャラクター爆誕～Mr.グラスとGDog、そして悪意～ | イエロー ピンク ブルー              |                                                                                                  |
| #42    | 3月4日       | 全力でアテレコ…ならぬ大喜利に挑戦！ | イエロー ピンク ブルー              |                                                                                                  |
| #43    | 3月11日      | ビジネス用語を使った会議に挑戦！｢首領の愛人のアジェンダさんが…！？｣ | イエロー ピンク ブルー              |                                                                                                  |
| #44    | 3月18日      | ダミーヘッド(レッド)マイクで脳まで声福！快眠と素敵な目覚めをあなたへ ※ヘッドホン推奨                                                                                       | ホワイト グリーン                   |                                                                                                  |
| #45    | 3月25日      | 最後には絆が芽生える！？グリーンとホワイト、ライバル設定のゆくえは… | ホワイト グリーン                   |                                                                                                  |
| #46    | 4月1日       | GOALOUS5ゲーム化決定！？｢ゴーラスラブ〜今日は君だけの幹部〜｣PV公開！ | GOALOUS5                            | エイプリルフール企画                                                                             |
| #47    | 4月8日       | 筑豊弁&沖縄弁クイズ！方言での愛の告白に、ダミーヘッド(レッド)マイクも赤面！？※ヘッドホン推奨                                                                               | ホワイト グリーン                   |                                                                                                  |
| #48    | 4月15日      | グリーンが構成員の動向を見抜く！さあ答えるのだ | グリーン                            | ゴーラスグリーン・バースデー2020                                                                 |
| -      | 4月20日      | 構成員動向分析アンケート(第48回)の結果発表！グリーンの予想的中なるか！？                                                                                                   | グリーン                            |                                                                                                  |
| #49    | 4月22日      | ブルーの単独作戦にブル姉登場！？悪の相談室番外編 | ブルー                              |                                                                                                  |
| #50    | 4月29日      | ホワイトがバレンタイン告白回とダミーヘッドマイク回の報告書を提出！ | ホワイト                            |                                                                                                  |
| #51    | 5月6日       | ｢ワールドミステリートレジャー｣で他の幹部を解き明かす！ | イエロー                            |                                                                                                  |
| #52    | 5月13日      | 宇宙人？アンドロイド？！ピンクの謎に迫る…！ | ピンク                              |                                                                                                  |
| #53    | 生放送(後述) | 生放送(後述) | 生放送(後述)                        | 生放送(後述)                                                                                     |
| #54    | 5月27日      | 編集カット率No.1は誰！？～1周年の裏側～ | GOALOUS5                            |                                                                                                  |
| #55    | 6月3日       | 新設定を考える！(前編)～宇宙設定再び！？GOALOUS5は地球人です～ | GOALOUS5                            |                                                                                                  |
| #56    | 6月10日      | 新設定を考える！(後編)～IQが20アップ！？恐ろしいIQ分配能力とは～ | GOALOUS5                            |                                                                                                  |
| #57    | 6月17日      | 早くも改名！マスコットキャラクター迷走中！？(前編) | GOALOUS5                            |                                                                                                  |
| #58    | 6月24日      | ｢悪意｣も改名！5体の総称はあなた(構成員)が決める！？マスコットキャラクター迷走中！？(後編)                                                                                  | GOALOUS5                            |                                                                                                  |
| #59    | 7月1日       | 55秒でわかるGOALOUS5(ゴーラスファイブ)～GOALOUS5ナレーションver～ | GOALOUS5                            |                                                                                                  |
| -      | 7月3日       | 55秒でわかるGOALOUS5(ゴーラスファイブ)〜読み上げ戦闘員ver～ | GOALOUS5                            |                                                                                                  |
| #60    | 7月8日       | 合成すればどこにでも行けるのだ…！海と山でバカンス！～GO人衆の新コーナーもスタート～                                                                                        | GOALOUS5                            |                                                                                                  |
| #61    | 7月15日      | GOALOUS5、2次元キャラクター化！｢好きな食べ物、嫌いな食べ物は？｣キャラクターたちの設定を考える！(前編)                                                                      | GOALOUS5                            |                                                                                                  |
| #62    | 7月22日      | 誰にも言えない秘密は｢サンタさんの存在をまだ信じている｣～GOALOUS5の2次元キャラクター化！キャラクターたちの設定を考える！～(後編)                                            | GOALOUS5                            |                                                                                                  |
| #63    | 7月29日      | ホワイトは試練を乗り越えられるのか！？～悪夢の足ツボマットバースデー～ | GOALOUS5                            | ゴーラスホワイト・バースデー2020                                                                 |
| #64    | 8月5日       | 誕生日ケーキを賭けた悪のプロポーズ対決！｢たった今考えたプロポーズの言葉を君に捧ぐよ。 —ストーカーブラックー｣                                                               | イエロー グリーン ピンク            | ゴーラスイエロー・バースデー2020                                                                 |
| #65    | 8月12日      | 悪のモーニングルーティン〜ゴーラス・イエロー(寺島惇太)〜【GOALOUS5 Morning Routine】                                                                                       | イエロー グリーン ピンク            |                                                                                                  |
| #66    | 8月19日      | 悪のモーニングルーティン〜ゴーラスグリーン(小松昌平)&ゴーラスピンク(深町寿成)〜【GOALOUS5 Morning Routine】                                                                | イエロー グリーン ピンク            |                                                                                                  |
| #67    | 8月26日      | ピンク生誕祭！カタカナを使わずにケーキを手に入れるのだ！｢カタカナーシ｣ | イエロー グリーン ピンク            | ゴーラスピンク・バースデー2020                                                                   |
| #68    | 9月2日       | 悪のモーニングルーティン〜ゴーラスブルー(熊谷健太郎)&ゴーラスホワイト(仲村宗悟)〜【GOALOUS5 Morning Routine】                                                              | ホワイト ブルー                     |                                                                                                  |
| #69    | 9月9日       | 沖縄方言うちなーぐちで寸劇！～ブル姉に告白！？GOALOUS5勧誘秘話～ | ホワイト ブルー                     |                                                                                                  |
| #70    | 9月16日      | ブルーとホワイトの理想の3食メニューは？1日の摂取目安カロリーを目指せ！ | ホワイト ブルー                     |                                                                                                  |
| #71    | 9月23日      | 踊ってみた&二次元イケメンに変身！？～TikTok初チャレンジ！～ | ホワイト ブルー                     |                                                                                                  |
| #72    | 9月30日      | テーマソング第2弾タイトル&MV制作決定！ | GOALOUS5                            |                                                                                                  |
| #73    | 10月7日      | まさかの同じ回答が！？｢無人島に持っていくなら？｣｢GOALOUS5が家族だったら？｣GOALOUS5への質問コーナー                                                                         | イエロー ピンク                     |                                                                                                  |
| #74    | 10月14日     | TikTokで猫に変身！ #猫合わせチャレンジ | イエロー ピンク                     |                                                                                                  |
| #75    | 10月21日     | 休日スケジュール初公開！～イエロー(寺島惇太)&ピンク(深町寿成)の1日～ | イエロー ピンク                     |                                                                                                  |
| #76    | 10月28日     | 切り裂かれた旧衣装も登場！ピンクが瀕死に！？MV撮影の裏側を語る | イエロー ピンク                     |                                                                                                  |
| #77    | 11月4日      | ｢僕たちが家族になったら｣家族構成はどうなる？GOALOUS5への質問！(ブルー&グリーン&ホワイト編)                                                                                 | ホワイト グリーン ブルー            |                                                                                                  |
| #78    | 生放送(後述) | 生放送(後述) | 生放送(後述)                        | 生放送(後述)                                                                                     |
| #79    | 11月18日     | イエローが仕掛けたドッキリ～生放送の裏側～ | GOALOUS5                            |                                                                                                  |
| #80    | 11月25日     | 未公開情報発言でやり直し！？｢5 AHEAD！｣発売記念あいうえお作文 | GOALOUS5                            |                                                                                                  |
| #81    | 12月2日      | グリーンが理由で撮影中断！コマチとの再会も！MV撮影の裏側を語る | ホワイト グリーン ブルー            |                                                                                                  |
| #82    | 12月9日      | GOALOUS5と一緒に踊ろう♪｢5 AHEAD！｣振り付け解説 | ホワイト グリーン ブルー            |                                                                                                  |
| #83    | 12月16日     | リレー小説を創作&朗読！メガネをかけて作家気分で挑戦！ | ホワイト グリーン ブルー            |                                                                                                  |
| #84    | 12月23日     | クリスマスイヴ・イヴ！ゴーラス・ショッピングでおすすめ商品を紹介！ | GOALOUS5                            |                                                                                                  |
| #85    | 12月30日     | 年末特別企画！アイキャッチ総集編！ | GOALOUS5                            | 年末特別企画                                                                                     |
| 2021年 |              | |                                     |                                                                                                  |
| #86    | 1月6日       | この番組を見るだけで〇〇がマイナス5！？新年恒例のあいうえお作文！ | GOALOUS5                            |                                                                                                  |
| #87    | 1月13日      | 採用してくれ！IQピザ、大三元カレー、5フェ…コラボメニュー実現なるか！？ | GOALOUS5                            |                                                                                                  |
| #88    | 1月20日      | 女子が言われたい言葉をイケボで当てる！ドラマCDコラボ企画で学生に！ | GOALOUS5                            | MISSION:GO5 ボイスドラマ Vol.01 コラボ                                                           |
| #89    | 1月27日      | 教室で小運動会！！悪の休み時間選手権！（前編） | GOALOUS5                            | MISSION:GO5 ボイスドラマ Vol.01 コラボ                                                           |
| #90    | 2月3日       | 愛してるゲームで腹筋崩壊！消しピンで地味な決着に…悪の休み時間選手権！（後編）                                                                                              | GOALOUS5                            | MISSION:GO5 ボイスドラマ Vol.01 コラボ                                                           |
| #91    | 2月10日      | ダミヘで愛の告白♡助手席・三角関係・方言…【バレンタイン企画】※ヘッドホン推奨                                                                                                | グリーン ブルー                     |                                                                                                  |
| #92    | 2月17日      | 一緒にランチしない？～ブルーの悩みも聞く誕生日～ | グリーン ブルー                     | ゴーラスブルー・バースデー2021                                                                   |
| #93    | 2月24日      | 痛快コメディ？一瞬で虜に？ボイスドラマのキャッチコピーを考える！ | グリーン ブルー                     |                                                                                                  |
| #94    | 3月3日       | 初心者も簡単！ゴーラスヨガで心も体もリラックス | グリーン ブルー                     |                                                                                                  |
| #95    | 3月10日      | 誰も予想だにしないボイスドラマの内容を語る | ホワイト イエロー ピンク            |                                                                                                  |
| #96    | 3月17日      | 恐ろしすぎる新武器が誕生！ゴーラス工作教室 | ホワイト イエロー ピンク            |                                                                                                  |
| #97    | 3月24日      | ダミヘで癒しボイス♡疲れがとれないあなたへ※ヘッドホン推奨 | ホワイト イエロー ピンク            |                                                                                                  |
| #98    | 4月1日       | 悪の組織が猫に！猫を声福するための作戦がはじまる | ホワイト イエロー ピンク            | エイプリルフール企画                                                                             |
| #99    | 4月7日       | 2mで試される絆！悪のソーシャルディスタンス訓練！ | ピンク グリーン                     |                                                                                                  |
| #100   | 4月14日      | 100回記念＆誕生日！ぴったり100を目指せチャレンジ！ | ピンク グリーン                     | ゴーラスグリーン・バースデー2021                                                                 |
| #101   | 4月21日      | ｢汝、我に何用か？｣誤字を送った時の対処法、教えます。 | ピンク グリーン                     |                                                                                                  |
| #102   | 4月28日      | 2周年記念グッズをプロデュース！実現なるか！ | ピンク グリーン                     |                                                                                                  |
| #103   | 5月5日       | 旅行したい！休日に5人でやりたいこと｢5位｣は？ | ホワイト イエロー ブルー            |                                                                                                  |
| #104   | 5月12日      | プロデューサー(？)登場！オリジナルグッズをプロデュース！ | ホワイト イエロー ブルー            |                                                                                                  |
| #105   | 5月19日      | 〇〇組をいくつ覚えてる？2年目の振り返り！ | ホワイト イエロー ブルー            |                                                                                                  |
| #106   | 6月2日       | 朗読劇リハーサルを公開！本番前の5人からコメント | GOALOUS5                            |                                                                                                  |
| #107   | 6月9日       | 狂気のハイテンション朗読｢赤ずきんちゃん｣～モッツァレラチーズゲームVer.～                                                                                                   | ホワイト イエロー ブルー            |                                                                                                  |
| #108   | 6月16日      | 番組初のケーキ作り！誰が何を担当する？2周年特別企画回① | GOALOUS5                            | 2周年特別企画                                                                                    |
| #109   | 6月23日      | インスタ映えケーキは完成するのか？2周年特別企画回② | GOALOUS5                            | 2周年特別企画                                                                                    |
| #110   | 6月30日      | 恐ろしい食べ物｢ピザ｣登場！お疲れ様会スタート！2周年特別企画回③ | GOALOUS5                            | 2周年特別企画                                                                                    |
| #111   | 7月7日       | 頭脳キャラ増殖？楽屋トーク？3年目について考える。2周年特別企画回④ | GOALOUS5                            | 2周年特別企画                                                                                    |
| #112   | 7月14日      | スマブラで対決！生き残るのは誰だ！｢大乱闘スマッシュブラザーズSPECIAL｣2周年特別企画回⑤                                                                                      | GOALOUS5                            | 2周年特別企画                                                                                    |
| #113   | 7月21日      | 覚醒するイエロー&ホワイト！？トランプタワーを作れるか？精神力検証！ | ホワイト イエロー グリーン          | ステータス検証2021 (#114)ゴーラスホワイト・バースデー2021 (#116)ゴーラスイエロー・バースデー2021 |
| #114   | 7月28日      | ｢脳ブロック｣に挑戦！頭脳キャラが増える！？知力検証！ | ホワイト イエロー グリーン          | ステータス検証2021 (#114)ゴーラスホワイト・バースデー2021 (#116)ゴーラスイエロー・バースデー2021 |
| #115   | 8月4日       | イノシシに遭遇したらどうする？サバイバルクイズで生命力検証！ | ホワイト イエロー グリーン          | ステータス検証2021 (#114)ゴーラスホワイト・バースデー2021 (#116)ゴーラスイエロー・バースデー2021 |
| #116   | 8月11日      | パンチ！ジャンプ！ダッシュ！筋力検証でヘトヘトに… | ホワイト イエロー グリーン          | ステータス検証2021 (#114)ゴーラスホワイト・バースデー2021 (#116)ゴーラスイエロー・バースデー2021 |
| #117   | 8月18日      | ホストに変身！俺たちの源氏名&キャッチコピーはこれだ！｢MISSION：GO5｣コラボ①                                                                                                 | GOALOUS5                            | MISSION:GO5 ボイスドラマ Vol.02 コラボ (#118)ゴーラスピンク・バースデー2021                      |
| #118   | 8月25日      | ホスト風写真撮影会！シャンパンタワー登場でコールも披露！？｢MISSION：GO5｣コラボ②                                                                                            | GOALOUS5                            | MISSION:GO5 ボイスドラマ Vol.02 コラボ (#118)ゴーラスピンク・バースデー2021                      |
| #119   | 9月1日       | カオスなカフェドリンク考案！5分の4は乳飲料…？｢MISSION：GO5｣コラボ③ | GOALOUS5                            | MISSION:GO5 ボイスドラマ Vol.02 コラボ (#118)ゴーラスピンク・バースデー2021                      |
| #120   | 9月8日       | 永久指名は俺で決まりだろ？ホスト風接客に挑戦！前編｢MISSION：GO5｣コラボ④ | GOALOUS5                            | MISSION:GO5 ボイスドラマ Vol.02 コラボ (#118)ゴーラスピンク・バースデー2021                      |
| #121   | 9月15日      | 接客No.1は誰だ！ホスト風接客に挑戦！後編｢MISSION：GO5｣コラボ⑤ | GOALOUS5                            | MISSION:GO5 ボイスドラマ Vol.02 コラボ (#118)ゴーラスピンク・バースデー2021                      |
| #122   | 9月22日      | メンバーへの本音もぶっちゃける！？イエロー＆ブルーの｢ナンヨウハギラジオ｣スタート！                                                                                         | イエロー ブルー                     |                                                                                                  |
| #123   | 9月29日      | ボイスドラマ収録裏話トーク！倍速あらすじ紹介チャレンジも！ | イエロー ブルー                     |                                                                                                  |
| #124   | 10月6日      | 初めて痛バ作ってみた！テーマはまさかの｢弔い｣…？ | イエロー ブルー                     |                                                                                                  |
| #125   | 10月13日     | 甘口？中辛？激辛？ダミヘでダイエット応援ボイス！※ヘッドホン推奨 | イエロー ブルー                     |                                                                                                  |
| #126   | 生放送(後述) | 生放送(後述) | 生放送(後述)                        | 生放送(後述)                                                                                     |
| #127   | 10月27日     | 5つのワードを言わないと帰れない！悪のアフタートーク！ | GOALOUS5                            |                                                                                                  |
| #128   | 11月3日      | 前代未聞のトランプタワー誕生！精神力検証！ | ブルー ピンク                       | ステータス検証2021                                                                               |
| #129   | 11月10日     | 最速で解けるか？｢脳ブロック｣に挑戦！知力検証！ | ブルー ピンク                       | ステータス検証2021                                                                               |
| #130   | 11月17日     | クマに遭遇したら背負い投げ！？サバイバルクイズで生命力検証！ | ブルー ピンク                       | ステータス検証2021                                                                               |
| #131   | 11月24日     | ブルーとピンクが肉体派に！？筋力検証！ | ブルー ピンク                       | ステータス検証2021                                                                               |
| #132   | 12月1日      | ｢ダサい｣コメ多数のダンスを踊る覚悟！MV裏話を語る | イエロー グリーン                   |                                                                                                  |
| #133   | 12月8日      | 2人で一緒にした悪いことは？2021年の一番〇〇だったことクイズ！ | イエロー グリーン                   |                                                                                                  |
| #134   | 12月15日     | 正反対の結果が！2022年の2人の運勢を占う！ | イエロー グリーン                   |                                                                                                  |
| #135   | 12月22日     | プレゼントの金額をかけてクイズ！amazonでクリスマスショッピング！ | イエロー グリーン                   |                                                                                                  |
| #136   | 12月29日     | 【年末特別企画】2021年GO5チャンネルダイジェスト！ | GOALOUS5                            | 年末特別企画                                                                                     |
| 2022年 |              | |                                     |                                                                                                  |
| #137   | 1月5日       | お年玉チャレンジ！羽子板で何回ラリーできるか？ | ホワイト ピンク                     |                                                                                                  |
| #138   | 生放送(後述) | 生放送(後述) | 生放送(後述)                        | 生放送(後述)                                                                                     |
| #139   | 1月19日      | 食欲は止まらない！もぐもぐアフタートーク！ | GOALOUS5                            |                                                                                                  |
| #140   | 1月26日      | ウソついたら電流！ウソ発見器で尋問訓練！ | ホワイト ピンク                     |                                                                                                  |
| #141   | 2月2日       | 破壊から創造が生まれる？アジト改装！ | ホワイト ピンク                     |                                                                                                  |
| #142   | 2月9日       | ｢MISSION：GO5｣の新キャラクター設定を考える！ | ホワイト ピンク                     |                                                                                                  |
| #143   | 2月16日      | バレンタイン♡チョコレート格付けクイズ！ | イエロー グリーン ブルー            | ゴーラスブルー・バースデー2022                                                                   |
| #144   | 2月23日      | ライバル登場！？｢MISSION：GO5｣新キャラクター設定を考える！ | イエロー グリーン ブルー            |                                                                                                  |
| #145   | 3月2日       | 最強剣士は誰だ！？気配斬りで戦闘トレーニング | イエロー グリーン ブルー            |                                                                                                  |
| #146   | 3月9日       | なりきり恋人カードで三角関係に！？人に優しくなるゲーム！ | イエロー グリーン ブルー            |                                                                                                  |
| #147   | 3月16日      | イベント企画を考える！声福大作戦で何をやる？ | イエロー ピンク ブルー              |                                                                                                  |
| #148   | 3月23日      | LINEの返信を考える！｢全員給料カットなのだ！｣何て返す？ | イエロー ピンク ブルー              |                                                                                                  |
| #149   | 3月30日      | どんなピンチにも対応せよ！キャット&チョコレート 非日常編に挑戦！ | イエロー ピンク ブルー              |                                                                                                  |
| #150   | 4月6日       | ホワイトになりきって答えろ！｢ゴーラスホワイトクイズ｣ | イエロー ピンク ブルー              |                                                                                                  |
| #151   | 4月13日      | 真の頭脳キャラはどっちだ？ライバル対決再び…！ | ホワイト グリーン                   |                                                                                                  |
| #152   | 4月20日      | ライバル対決決着！GOALOUS5はおもしれー組織です | ホワイト グリーン                   |                                                                                                  |
| #153   | 4月27日      | 楽屋ウケは最高だった？｢声福大作戦｣終演後トーク！ | GOALOUS5                            |                                                                                                  |
| #154   | 5月4日       | 真のグリーンはどっちだ？グリーンクイズ！ | ホワイト グリーン                   |                                                                                                  |
| #155   | 5月11日      | 目指せ世界記録！ギネスに挑戦！ | ホワイト グリーン                   |                                                                                                  |
| #156   | 5月18日      | 休暇だ！キャンプだ！初心者5人でどうなる！？ゴーラスキャンプ① | GOALOUS5                            | 3周年記念企画                                                                                    |
| #157   | 5月25日      | 5人で伸び伸び自由時間！気配斬り最強は誰だ！？ゴーラスキャンプ② | GOALOUS5                            | 3周年記念企画                                                                                    |
| #158   | 6月1日       | 火起こしチャレンジ！みんなでBBQスタート！ゴーラスキャンプ③ | GOALOUS5                            | 3周年記念企画                                                                                    |
| #159   | 6月8日       | カレーの米に問題発生？キャンプファイヤーで感動の結末！？ゴーラスキャンプ④                                                                                                  | GOALOUS5                            | 3周年記念企画                                                                                    |
| #160   | 6月15日      | 手描き4コマでボイスドラマ第三弾の魅力を語る！ | ホワイト ピンク ブルー              |                                                                                                  |
| #161   | 6月22日      | ホスト&お嬢様言葉でしりとり！？なりきりキャラしりとりに挑戦！ | ホワイト ピンク ブルー              |                                                                                                  |
| #162   | 6月29日      | 曲名を当てろ！うろ覚えリコーダーチャレンジ！ | ホワイト ピンク ブルー              |                                                                                                  |
| #163   | 7月6日       | 朗読でゾッとした話…？｢声福大作戦〜LIVE＆READING｣終演後トーク！ | GOALOUS5                            |                                                                                                  |
| #164   | 7月13日      | どちらの愛を選ぶ？ブル子VSホワイ子の告白対決！ | ホワイト ピンク ブルー              |                                                                                                  |
| #165   | 7月20日      | サバゲーに挑戦！戦闘訓練スタート！｢MISSION：GO5｣コラボ① | GOALOUS5                            | MISSION:GO5 ボイスドラマ Vol.03 コラボ                                                           |
| #166   | 7月27日      | 激戦！サバゲー勝負の行方は…？｢MISSION：GO5｣コラボ② | GOALOUS5                            | MISSION:GO5 ボイスドラマ Vol.03 コラボ                                                           |
| #167   | 生放送(後述) | 生放送(後述) | 生放送(後述)                        | 生放送(後述)                                                                                     |
| #168   | 8月10日      | 生放送ドッキリの裏側！？極秘ミッション会議！ | イエロー ピンク ブルー グリーン     | ゲスト:RIVALZ                                                                                    |
| #169   | 8月17日      | 敵地で爆弾処理！バディを救出！まさかのプロポーズ！？｢MISSION：GO5｣コラボ③                                                                                                  | GOALOUS5                            | MISSION:GO5 ボイスドラマ Vol.03 コラボ                                                           |
| #170   | 8月24日      | 極秘データを回収！バディを裏切る！？｢MISSION：GO5｣コラボ④ | GOALOUS5                            | MISSION:GO5 ボイスドラマ Vol.03 コラボ                                                           |
| #171   | 8月31日      | ビーチバレー、虫とり、スイカ割り…即席夏の思い出作り！ | イエロー グリーン ピンク            |                                                                                                  |
| #172   | 9月7日       | 地球の常識をねじまげる？宇宙クイズに挑戦！ | イエロー グリーン ピンク            |                                                                                                  |
| #173   | 9月14日      | クロミ様のこの日のオキニは誰だ！アピール対決順位発表！ | GOALOUS5                            | ゲスト:クロミ                                                                                    |
| #174   | 9月21日      | オリジナル紙飛行機は飛ぶのか？ボイスドラマヒット祈願チャレンジ！ | イエロー グリーン ピンク            |                                                                                                  |
| #175   | 9月28日      | 友達と、家族と、恋人と…写真を撮る時のポーズを考案！ | イエロー グリーン ピンク            |                                                                                                  |
| #176   | 10月5日      | ｢前屈に自信あり男｣登場！イエローとホワイトで筋力検証！ | イエロー ホワイト                   | ステータス検証2022                                                                               |
| #177   | 10月12日     | 不正解でIQビームガン発射！10秒アホになる！？知力検証！ | イエロー ホワイト                   | ステータス検証2022                                                                               |
| #178   | 10月19日     | 大人の真剣勝負！たたいてかぶってジャンケンポン！瞬発力測定！ | イエロー ホワイト                   | ステータス検証2022                                                                               |
| #179   | 10月26日     | パターゴルフでプロポーズ！？スマート力検証！ | イエロー ホワイト                   | ステータス検証2022                                                                               |
| #180   | 生放送(後述) | 生放送(後述) | 生放送(後述)                        | 生放送(後述)                                                                                     |
| #181   | 11月9日      | GS5で新テーマソングのキャッチコピーを考える！ | GOALOUS5                            |                                                                                                  |
| #182   | 11月16日     | コンディション絶不調！？満身創痍のブルーとピンクが筋力検証！ | ブルー ピンク                       | ステータス検証2022                                                                               |
| #183   | 11月23日     | ブルーとピンクもIQビームガン発射でアホに？知力検証！ | ブルー ピンク                       | ステータス検証2022                                                                               |
| #184   | 11月30日     | 恐ろしいピンクの圧力！たたいてかぶってジャンケンポン！瞬発力検証！ | ブルー ピンク                       | ステータス検証2022                                                                               |
| #185   | 12月7日      | スマートすぎて測定不能！？∞点が飛び出す！スマート力検証！ | ブルー ピンク                       | ステータス検証2022                                                                               |
| #186   | 12月14日     | ダサダサ三食丼に彩りを添えて〜グリーンのステータス検証！(見届け人イエロー)                                                                                                 | グリーン イエロー                   | ステータス検証2022                                                                               |
| #187   | 12月21日     | グリーンとピンクの団結力は？プレゼントをかけてクリスマスクイズ！ | グリーン ピンク                     |                                                                                                  |
| #188   | 12月28日     | 【年末特別企画】キャンプにサバゲー！2022年GO5チャンネルダイジェスト！ | GOALOUS5                            | 年末特別企画                                                                                     |
| 2023年 |              | |                                     |                                                                                                  |
| #189   | 1月4日       | ゴーラスかるた誕生！？場面カットで読み札を考えてみた | グリーン ピンク                     |                                                                                                  |
| #190   | 1月11日      | ｢Get set, 5！｣発売直前！振り付け解説！ | グリーン ピンク                     |                                                                                                  |
| #191   | 1月18日      | ホワイトとピンクが通じ合う恐怖エチュード！構成員集会振り返りトーク！ | GOALOUS5                            |                                                                                                  |
| #192   | 1月25日      | 10年越しの謝罪！？友達との仲直りの方法を伝授！ | グリーン ピンク                     |                                                                                                  |
| #193   | 2月1日       | 紙コップ積み上げでギネス記録に挑戦！初の公開収録(第一部) | GOALOUS5                            | 公開収録                                                                                         |
| #194   | 2月8日       | 誰の“愛してる”が最強？愛してるゲーム！初の公開収録(第二部) | GOALOUS5                            | 公開収録                                                                                         |
| #195   | 2月15日      | サプライズで誕生日をお祝い！その時ブルーはどうする？ | ホワイト ピンク ブルー              |                                                                                                  |
| #196   | 2月22日      | 猫の日！猫は何をしても可愛いのか？検証リターンズ！ | ホワイト ピンク ブルー              |                                                                                                  |
| #197   | 3月1日       | 寝る前のルーティンは？｢ゴーラスラジオ｣スタート！ | ホワイト ピンク ブルー              |                                                                                                  |
| #198   | 3月8日       | 思い出の品が次々登場！ブラックBOX破壊！ | ホワイト ピンク ブルー              |                                                                                                  |
| #199   | 3月15日      | メンバーの裏情報を公開！ブラックBOX2にインプット！ | イエロー グリーン                   |                                                                                                  |
| #200   | 3月22日      | 祝200回！200チャレンジ！ドミノが成功するまで帰れません！ | イエロー グリーン                   |                                                                                                  |
| #201   | 3月29日      | 新社会人必見！？ビジネス用語を使った会議再び！ | ホワイト ピンク グリーン            |                                                                                                  |
| #202   | 4月5日       | 番組の座をかけて対決！GOALOUS5 vs ヒーロー3！ | ホワイト ピンク グリーン            | ゲスト:ヒーロー3                                                                                 |
| #203   | 4月12日      | トーストトランプでカードゲーム！小倉トーストを召喚！ | ホワイト ピンク グリーン            |                                                                                                  |
| #204   | 4月19日      | 選択希望おかずは？お弁当おかずドラフト会議！ | ホワイト ピンク グリーン            |                                                                                                  |
| #205   | 4月26日      | 大遅刻された！貸したCDを壊された！怒りを鎮める方法は? | イエロー ブルー                     |                                                                                                  |
| #206   | 5月3日       | エフェクトを使いこなせ！TikTokにらめっこ！ | イエロー ブルー                     |                                                                                                  |
| #207   | 5月10日      | 寝る前のひとときにお聞きください〜ナンヨウハギラジオ〜 | イエロー ブルー                     |                                                                                                  |
| #208   | 5月17日      | 4年目を振り返り！55秒でわかるGOALOUS5 4周年ver.を作成！ | イエロー ブルー                     |                                                                                                  |
| #209   | 生放送(後述) | 生放送(後述) | 生放送(後述)                        | 生放送(後述)                                                                                     |
| #210   | 5月31日      | 生放送ドッキリの振り返り！3人の反応は？ | GOALOUS5                            |                                                                                                  |
| #211   | 6月7日       | チェキ撮影も？！内装や展示をご紹介！4周年記念コラボカフェを偵察(前編) | イエロー ピンク グリーン            |                                                                                                  |
| #212   | 6月14日      | メンバー考案のメニューを実食！4周年記念コラボカフェを偵察(後編) | イエロー ピンク グリーン            |                                                                                                  |
| #213   | 6月21日      | 時代劇風ミッション｢町娘ヲ救出セヨ！｣(前編)｢MISSION:GO5｣コラボ① | GOALOUS5                            | MISSION:GO5 ボイスドラマ Vol.04 コラボ                                                           |
| #214   | 6月28日      | 時代劇風ミッション｢闇取引ヲ成敗セヨ！｣(後編)｢MISSION:GO5｣コラボ② | GOALOUS5                            | MISSION:GO5 ボイスドラマ Vol.04 コラボ                                                           |
| #215   | 7月5日       | ガチで殺陣に挑戦！基本の型から学ぶ(前編)｢MISSION:GO5｣コラボ③ | GOALOUS5                            | MISSION:GO5 ボイスドラマ Vol.04 コラボ                                                           |
| #216   | 7月12日      | 立ち回り実演編！ガチで殺陣に挑戦！(後編)｢MISSION:GO5｣コラボ④ | GOALOUS5                            | MISSION:GO5 ボイスドラマ Vol.04 コラボ                                                           |
| #217   | 7月19日      | 【未公開映像】殺陣の真剣な稽古シーンも！｢MISSION:GO5｣コラボ番外編 | GOALOUS5                            | MISSION:GO5 ボイスドラマ Vol.04 コラボ                                                           |
| #218   | 7月26日      | 豪華メニューを賭けてスピーチ対決！4周年記念食事会① | GOALOUS5                            | 4周年記念企画                                                                                    |
| #219   | 8月2日       | 子供のころ好きだった食べ物は？料理を食べながらトーク！4周年記念食事会② | GOALOUS5                            | 4周年記念企画                                                                                    |
| #220   | 8月9日       | 心の中にはイエローが…！声福大作戦振り返りトーク！ | ホワイト ピンク ブルー グリーン     |                                                                                                  |
| #221   | 8月16日      | レース対決！プラズマカーを乗りこなせ！4周年記念戦闘訓練① | GOALOUS5                            | 4周年記念企画                                                                                    |
| #222   | 8月23日      | ティラノサウルスから全力で逃げ切れ！4周年記念戦闘訓練② | GOALOUS5                            | 4周年記念企画                                                                                    |
| #223   | 8月30日      | 悪の5人組が織りなす音声物語…英語カタカナ禁止でドラマCDを宣伝！ | グリーン ピンク ブルー              |                                                                                                  |
| #224   | 9月6日       | みんな集まれ！あくのおにいさんの時間だよ〜！ | グリーン ピンク ブルー              |                                                                                                  |
| #225   | 9月13日      | 予想外のアテレコでカオスに！孤独のゴーラスグルメ！ | グリーン ピンク ブルー              |                                                                                                  |
| #226   | 9月20日      | 小学生男子を虜に！GO人衆の進化系を考える！ | グリーン ピンク ブルー              |                                                                                                  |
| #227   | 9月27日      | ｢子供の名前は〇〇です｣2人の英語力は？ | ホワイト イエロー                   |                                                                                                  |
| #228   | 10月4日      | イエローに新たな才能が！？30秒チャレンジ！ | ホワイト イエロー                   |                                                                                                  |
| #229   | 10月11日     | ゴーラスエッグの中身が登場！？GO人衆の進化系を考える！ | ホワイト イエロー                   |                                                                                                  |
| #230   | 10月18日     | バランスボール！盲牌！ほめたら記録は伸びるのか！？ | ホワイト イエロー                   |                                                                                                  |
| #231   | 10月25日     | 嘘つきはどちらだ！？心理戦！知力検証2023 | ブルー グリーン                     | ステータス検証2023                                                                               |
| #232   | 11月1日      | ツイスターで限界に挑む！身体能力検証2023 | ブルー グリーン                     | ステータス検証2023                                                                               |
| #233   | 11月8日      | 映像記憶！原稿記憶！アジトのどこかが変わる！？記憶力検証2023 | ブルー グリーン                     | ステータス検証2023                                                                               |
| #234   | 11月15日     | ドローンの操縦に苦戦！コントロール力検証2023 | ブルー グリーン                     | ステータス検証2023                                                                               |
| #235   | 11月22日     | ゴーラスファイブ VS リバルズ！対決の裏側を明かす！ミショパ振り返りトーク！                                                                                                 | GOALOUS5                            | ゲスト:RIVALZ                                                                                    |
| #236   | 11月29日     | センブリ茶カウントで衝撃のラスト！知力検証2023 | ホワイト イエロー ピンク            | ステータス検証2023                                                                               |
| #237   | 12月6日      | ツイスターでイエローに悲劇が…！身体能力検証2023 | ホワイト イエロー ピンク            | ステータス検証2023                                                                               |
| #238   | 12月13日     | 妨害に打ち勝ち原稿を覚えられるか？記憶力検証2023 | ホワイト イエロー ピンク            | ステータス検証2023                                                                               |
| #239   | 12月20日     | ストラックアウト！ダーツ！ドローン！そしてビーカーに事件が…コントロール力検証2023                                                                                          | ホワイト イエロー ピンク            | ステータス検証2023                                                                               |
| #240   | 12月27日     | 【2023年末特別企画】殺陣！VS PARK！あくのおにいさん！GO5チャンネルダイジェスト！                                                                                           | GOALOUS5                            | 年末特別企画                                                                                     |
| 2024年 |              | |                                     |                                                                                                  |
| #241   | 1月3日       | 2024年お正月を5人でお祝い！カルマポイントのこと覚えてますか？ | GOALOUS5                            |                                                                                                  |
| #242   | 1月10日      | カルマポイントを清算！そして人生ゲームスタート！ | GOALOUS5                            |                                                                                                  |
| #243   | 1月17日      | カップルYouTuberになってみない？結婚マスでプロポーズチャレンジ！ | GOALOUS5                            |                                                                                                  |
| #244   | 1月24日      | ついに人生ゲーム決着！豪華優勝賞品は誰の手に！？ | GOALOUS5                            |                                                                                                  |
| #245   | 1月31日      | ｢GO5 NEXT｣発売記念！振り付け解説！ | ブルー グリーン イエロー            |                                                                                                  |
| #246   | 2月7日       | 【ブルー&グリーン&イエロー編】経歴は？自己PRは？履歴書を書いてみた。 | ブルー グリーン イエロー            |                                                                                                  |
| #247   | 2月14日      | チョコをかけてゲームに挑戦！胸きゅんセリフでポイント20倍！ | ブルー グリーン イエロー            |                                                                                                  |
| #248   | 2月21日      | ＼にゃー！／猫語ジェスチャーゲームに挑戦！ | ブルー グリーン イエロー            |                                                                                                  |
| #249   | 2月28日      | 下半身と背中を鍛えるエクササイズ！？｢ゴーラスたいそう｣振り付け解説！ | ホワイト ピンク                     |                                                                                                  |
| #250   | 3月6日       | 【ホワイト&ピンク編】経歴は？自己PRは？履歴書を書いてみた。 | ホワイト ピンク                     |                                                                                                  |
| #251   | 3月13日      | 俺がプレゼントだ♡日頃の感謝のお返しをします | ホワイト ピンク                     |                                                                                                  |
| #252   | 3月20日      | アジトに増える在庫を減らせ！ホワイト＆ピンクによるスペシャルセット発売！                                                                                                   | ホワイト ピンク                     |                                                                                                  |
| #253   | 3月27日      | ｢ピンクの日｣制定！お花見しながらピンクの秘密を紐解け！ | グリーン ピンク                     |                                                                                                  |
| #254   | 4月3日       | ベスト〇〇賞は誰になる？イベントで起こることを予言！ | グリーン ピンク                     |                                                                                                  |
| #255   | 4月10日      | ピンクの予言が的中！？｢構成員集会｣振り返りトーク！ | GOALOUS5                            |                                                                                                  |
| #256   | 4月17日      | 議論が白熱！悪のディベート研修！公開収録(第一部) | GOALOUS5                            | 公開収録                                                                                         |
| #257   | 4月24日      | 幹部が構成員へ語りかける！悪のプレゼンテーション！公開収録(第二部) | GOALOUS5                            | 公開収録                                                                                         |
| #258   | 5月1日       | 癒やしの感謝ボイス＆温泉ボイス！悪の相談室 総決算！ | グリーン ピンク                     |                                                                                                  |
| #259   | 5月8日       | 車内アナウンスっぽく？ネコっぽく？｢笑ってはいけない音読｣ | グリーン ピンク                     |                                                                                                  |
| #260   | 5月22日      | 番組開始から5周年！過去配信のクイズに挑戦！ | イエロー ホワイト ピンク            |                                                                                                  |
| #261   | 5月29日      | 夢の5連射！GOALOUS5銃NEXT誕生！ | イエロー ホワイト ピンク            |                                                                                                  |
| #262   | 6月5日       | なわとび8重跳びに挑戦！？1年かけた長期訓練の考案！ | イエロー ホワイト ピンク            |                                                                                                  |
| #263   | 6月12日      | 〇〇組でメニュー考案！5周年記念コラボカフェ！(イエロー・ホワイト・ピンク編)                                                                                                | イエロー ホワイト ピンク            |                                                                                                  |
| #264   | 6月19日      | ナンヨウハギと桜餅でどんなメニューが？5周年記念コラボカフェ！(グリーン・ブルー編)                                                                                          | グリーン ブルー                     |                                                                                                  |
| #265   | 6月26日      | 疑惑の展示も？道具や衣装展示など盛りだくさん！｢GO5！ゴーラス展｣レポート！                                                                                                  | イエロー ピンク                     |                                                                                                  |
| #266   | 7月3日       | あのときの私が可哀想...過去配信のクイズに挑戦！ | グリーン ブルー                     |                                                                                                  |
| #267   | 7月10日      | メンバー考案メンバーを試食！5周年コラボカフェレポート | ホワイト イエロー                   |                                                                                                  |
| #268   | 7月17日      | 占い？じゃんけん？1年かけた長期訓練の考案！ | グリーン ブルー                     |                                                                                                  |
| #269   | 7月24日      | ピッチング&クラウチングスタート！逆再生ムービーに挑戦！ | グリーン ブルー                     |                                                                                                  |
| #270   | 7月31日      | 長期訓練開始！みんなで野菜栽培はじめます！ | ホワイト イエロー グリーン          |                                                                                                  |
| #271   | 8月7日       | ゴーラス合宿の行き先決定！旅のしおり作り！ | ホワイト イエロー グリーン          |                                                                                                  |
| #272   | 8月14日      | 皿拭き・洗濯・掃除！最速は誰だ！家事RTA！ | ホワイト イエロー グリーン          |                                                                                                  |
| #273   | 8月21日      | 本当にあった？ひやっとする話 | ホワイト イエロー グリーン          |                                                                                                  |
| #274   | 8月28日      | 構成員必見！声福大作戦を55倍楽しむ方法！ | グリーン ピンク ブルー              |                                                                                                  |
| #275   | 9月4日       | ヒーローインタビュー誰が成立してた？｢声福大作戦｣振り返りトーク！ | GOALOUS5                            |                                                                                                  |
| #276   | 9月11日      | 筋肉に効く！？｢ゴーラスたいそう｣筋トレver. | グリーン ピンク ブルー              |                                                                                                  |
| #277   | 9月18日      | 子どものやる気を出すためには？｢ゴーラス家物語｣開幕 | グリーン ピンク ブルー              |                                                                                                  |
| #278   | 9月25日      | メンバーが撮影した写真を公開！合宿の思い出スクラップ作成 | グリーン ピンク ブルー              |                                                                                                  |
| #279   | 10月2日      | 1泊2日の温泉合宿へ出発！5周年記念ゴーラス合宿① | GOALOUS5                            | 5周年特別企画                                                                                    |
| #280   | 10月9日      | 夕食から卓球！全力で楽しんで就寝...5周年記念ゴーラス合宿② | GOALOUS5                            | 5周年特別企画                                                                                    |
| #281   | 10月16日     | 寝起きドッキリ！強羅公園でデート！？5周年記念ゴーラス合宿③ | GOALOUS5                            | 5周年特別企画                                                                                    |
| #282   | 10月23日     | 強羅の重要人物にご挨拶！観光大使になれるか？5周年記念ゴーラス合宿④ → 強羅のゆるキャラ「ごうらん」にご挨拶！観光大使になれるか？5周年記念ゴーラス合宿④                      | GOALOUS5                            | 5周年特別企画                                                                                    |
| #283   | 10月30日     | 箱根グルメに感動！陶芸体験で名作誕生！5周年記念ゴーラス合宿⑤ | GOALOUS5                            | 5周年特別企画                                                                                    |
| #284   | 11月6日      | デコピン力を競え！卓上スポーツ王決定戦！ | イエロー グリーン ピンク            |                                                                                                  |
| #285   | 11月13日     | 気になるお味は？収穫した小松菜を調理してみた | イエロー グリーン ピンク            |                                                                                                  |
| #286   | 11月20日     | スマートにワインを嗜む！テーブルマナーを実践！ | イエロー グリーン ピンク            |                                                                                                  |
| #287   | 11月27日     | 3人の相性は！？MBTI診断結果を発表！ | イエロー グリーン ピンク            |                                                                                                  |
| #288   | 12月4日      | 2人の結果は？5人の相性を調査！MBTI診断結果を発表！ | ホワイト ブルー                     |                                                                                                  |
| #289   | 12月11日     | 白熱のホッケー対決！卓上スポーツ王決定戦2！ | ホワイト ブルー                     |                                                                                                  |
| #290   | 12月18日     | 初のモッパン動画！？牛丼を食べながら悪の相談に答えます！ | ホワイト ブルー                     |                                                                                                  |
| #291   | 12月25日     | 赤鼻のトナカイの名前は？クリスマスクイズ対決！ | ホワイト ブルー                     |                                                                                                  |
| 2025年 |              | |                                     |                                                                                                  |
| #292   | 1月1日       | 2025年元旦！5人でお正月料理を食べながらお祝い！(ニコニコ動画) 2025年元日配信！5人でお正月料理を食べながらお祝い！(YouTube)                                                 | GOALOUS5                            |                                                                                                  |
| #293   | 1月8日       | 最も罪深い男は誰だ！？2024年カルマポイントを決算！ | GOALOUS5                            |                                                                                                  |
| #294   | 1月15日      | 集中！集中！団結して「PICO PARK2」プレイ！ | GOALOUS5                            |                                                                                                  |
| #295   | 1月22日      | 一番常識力があるのが誰だ！「8P常識力バトル」をプレイ！ | GOALOUS5                            |                                                                                                  |
| #296   | 1月29日      | 朝ごはんや記念日に何を作る？「MISSION：GO5」コラボ① | グリーン ホワイト                   | MISSION：GO5 Vol.04.5 A SHORT BREAK 〜Drama＆Song Collection〜 コラボ                            |
| #297   | 2月5日       | いよいよ調理開始！2人が作るのは？「MISSION：GO5」コラボ② | グリーン ホワイト                   | MISSION：GO5 Vol.04.5 A SHORT BREAK 〜Drama＆Song Collection〜 コラボ                            |
| #298   | 2月12日      | ゴーヤチャンプルー＆そうめんが完成！そのお味は？ 「MISSION：GO5」コラボ③                                                                                                   | グリーン ホワイト                   | MISSION：GO5 Vol.04.5 A SHORT BREAK 〜Drama＆Song Collection〜 コラボ                            |
| #299   | ２月19日     | 2人で作った料理を食べながらミショゴトーク! 「MISSION：GO5」コラボ④ | グリーン ホワイト                   | MISSION：GO5 Vol.04.5 A SHORT BREAK 〜Drama＆Song Collection〜 コラボ                            |
| #300   | ２月26日     | サモエドカフェに潜入!おやつをあげて仲良くなるはずが...!?「MISSION:GO5」コラボ2①                                                                                            | ピンク イエロー ブルー              | MISSION：GO5 Vol.04.5 A SHORT BREAK 〜Drama＆Song Collection〜 コラボ                            |
| #301   | ３月5日      | サモエドカフェを勝手にPR!宣伝動画を撮影！「MISSION:GO5」コラボ2② | ピンク イエロー ブルー              | MISSION：GO5 Vol.04.5 A SHORT BREAK 〜Drama＆Song Collection〜 コラボ                            |
| #302   | ３月12日     | サモエドたちと遊ぼう！倒されないようにドミノに挑戦！ 「MISSION:GO5」コラボ2③                                                                                               | ピンク イエロー ブルー              | MISSION：GO5 Vol.04.5 A SHORT BREAK 〜Drama＆Song Collection〜 コラボ                            |
| #303   | 3月19日      | サモエドたちとボールパスまわしにチャレンジ！ 「MISSION:GO5」コラボ2④ | ピンク イエロー ブルー              | MISSION：GO5 Vol.04.5 A SHORT BREAK 〜Drama＆Song Collection〜 コラボ                            |
| #304   | 3月26日      | リバルズパープル濱野大輝が登場！タロットカードで未来を占う | グリーン パープル                   | MISSION：GO5 Vol.04.5 A SHORT BREAK 〜Drama＆Song Collection〜 コラボ                            |
| #305   | 4月2日       | カルマドリンクのお味は？「構成員集会」振り返りトーク！ | GOALOUS5                            |                                                                                                  |
| #306   | 4月9日       | ミラクル連発！リバルズ（狩野翔＆濱野大輝）と運試し対決！ | イエロー グリーン オレンジ パープル | MISSION：GO5 Vol.04.5 A SHORT BREAK 〜Drama＆Song Collection〜 コラボ                            |
| #307   | 4月16日      | 食べられるキノコは？モールス信号のSOSは？サバイバルクイズ対決！ | イエロー グリーン オレンジ パープル | MISSION：GO5 Vol.04.5 A SHORT BREAK 〜Drama＆Song Collection〜 コラボ                            |
| #308   | 4月23日      | 新生活にぴったり！？リバルズ（濱野大輝＆狩野翔）と悪の相談に答える！ | イエロー グリーン オレンジ パープル | MISSION：GO5 Vol.04.5 A SHORT BREAK 〜Drama＆Song Collection〜 コラボ                            |
| #309   | 4月30日      | グリーンとピンクのカルマを裁く！幹部カルマ裁判！（構成員集会・第一部） | GOALOUS5                            | 公開収録                                                                                         |
| #310   | 5月7日       | キャラが渋滞！ブルー、イエロー、ホワイトの幹部カルマ裁判！（構成員集会・第二部）                                                                                           | GOALOUS5                            | 公開収録                                                                                         |
| #311   | 5月21日      | 学生の内輪ノリ!?6時間生放送の裏側を特別公開! | GOALOUS5                            |                                                                                                  |
| #312   | 5月28日      | 収穫したカブでポタージュ作り～ていねいな朝ごはんVlog風～ | ホワイト ピンク                     |                                                                                                  |
| #313   | 6月4日       | 真の意味が明らかに!「Sixy」振り付け解説! | ホワイト ピンク                     |                                                                                                  |
| #314   | 6月11日      | イライラ溜めて吐き出せ！正反対な2人でストレス解消！ | ホワイト ピンク                     |                                                                                                  |
| #316   | 6月25日      | 山形の出前の定番は？旅に向けて山形クイズに挑戦！ | ホワイト ピンク                     |                                                                                                  |
| #317   | 7月2日       | 【緊急謝罪】ドドンパ組のカオス動画を見守る... | イエロー ブルー                     |                                                                                                  |
| #318   | 7月9日       | 一発芸を習得せよ！新たな長期訓練が始動！ | イエロー ブルー                     |                                                                                                  |

### バースデー
2022年4月から、通常放送とは別に、各幹部の誕生日を祝う回が配信されている。
| 配信日  | タイトル                                 | 出演者                          |
| 2022年  |                                          |                                 |
| ------- | ---------------------------------------- | ------------------------------- |
| 4月14日 | ゴーラスグリーン・小松昌平バースデー2022 | グリーン ホワイト               |
| 7月28日 | ゴーラスホワイト・仲村宗悟バースデー2022 | GOALOUS5                        |
| 8月11日 | ゴーラスイエロー・寺島惇太バースデー2022 | GOALOUS5                        |
| 8月29日 | ゴーラスピンク・深町寿成バースデー2022   | ピンク イエロー グリーン        |
| 2023年  |                                          |                                 |
| 2月16日 | ゴーラスブルー・熊谷健太郎バースデー2023 | ブルー ホワイト ピンク          |
| 4月14日 | ゴーラスグリーン・小松昌平バースデー2023 | グリーン ホワイト ピンク        |
| 8月11日 | ゴーラスイエロー・寺島惇太バースデー2023 | ホワイト グリーン ピンク ブルー |
| 8月11日 | ゴーラスホワイト・仲村宗悟バースデー2023 | ホワイト グリーン ピンク ブルー |
| 8月29日 | ゴーラスピンク・深町寿成バースデー2023   | ピンク ブルー グリーン          |
| 2024年  |                                          |                                 |
| 2月16日 | ゴーラスブルー・熊谷健太郎バースデー2024 | ブルー イエロー グリーン        |
| 4月14日 | ゴーラスグリーン・小松昌平バースデー2024 | グリーン ピンク                 |
| 7月28日 | ゴーラスホワイト・仲村宗悟バースデー2024 | ホワイト イエロー グリーン      |
| 8月11日 | ゴーラスイエロー・寺島惇太バースデー2024 | GOALOUS5                        |
| 2025年  |                                          |                                 |
| 2月16日 | ゴーラスブルー・熊谷健太郎バースデー2025 | ブルーイエローピンク            |
| 4月14日 | ゴーラスグリーン・小松昌平バースデー2025 | GOALOUS5                        |

### GOALOUS NEWS
主に宣伝を行うために配信される。不定期更新。
| 配信日         | タイトル                                                        | 出演者                   |
| -------------- | --------------------------------------------------------------- | ------------------------ |
| 2023年12月12日 | 【GOALOUS NEWS】テーマソング第5弾｢GO5 NEXT｣の情報をお届けします | イエロー ホワイト ピンク |
| 2024年6月20日  | 【GOALOUS NEWS】｢ゴーラス展｣記念グッズの情報をお届けします      | ブルー グリーン          |

### エイプリルフール企画
4月1日が水曜日でない場合、通常放送とは別にエイプリルフール企画回が配信される。
| 配信日       | タイトル | 出演者                                               |
| ------------ | --- | ---------------------------------------------------- |
| 2022年4月1日 | 首領はクロミ様！#世界クロミ化計画 を遂行するための作戦が始まる！                                                         | ホワイト グリーン                                    |
| 2023年4月1日 | 【新番組】「ヒーロー3(さん)！」声の出演:ゴーラスグリーン(小松昌平)、ゴーラスホワイト(仲村宗悟)、ゴーラスピンク(深町寿成) | (映像) ヒーロー3 (声の出演) グリーン ホワイト ピンク |
| 2024年4月1日 | 「月刊GOALOUS」発売決定！撮影に密着！                                                                                    | GOALOUS5                                             |

### メンバーシップ限定動画
2022年2月16日より、YouTubeにてメンバーシップ｢ゴーラスペース｣が開始された。
配信動画の内容は、｢おまけ動画｣、｢未公開動画｣、｢悪の実験室｣の3種類である。不定期更新。
| 内容                           | 配信日   | タイトル                                                               | 出演者                          | 備考                           |
| 2022年                         | 2022年   |                                                                        |                                 |                                |
| ------------------------------ | -------- | ---------------------------------------------------------------------- | ------------------------------- | ------------------------------ |
| おまけ動画(#137)               | 2月16日  | けん玉に挑戦！                                                         | ホワイト ピンク                 |                                |
| おまけ動画(#140)               | 2月16日  | ウソ発見器でお互いに質問してみた                                       | ホワイト ピンク                 |                                |
| おまけ動画(#141)               | 2月16日  | 無限に予算があったらアジトに欲しいものは？                             | ホワイト ピンク                 |                                |
| おまけ動画(#142)               | 2月16日  | ｢MISSION：GO5｣ホワイトとピンクの新設定を考える                         | ホワイト ピンク                 |                                |
| 未公開動画(#142)               | 2月16日  | 劇場版の夢は続く…                                                      | ホワイト ピンク                 |                                |
| おまけ動画(#139)               | 2月16日  | リモートでお正月遊び                                                   | GOALOUS5                        |                                |
| おまけ動画(#143)               | 2月23日  | 再・アジトを改装                                                       | ブルー グリーン イエロー        |                                |
| おまけ動画(#144)               | 3月4日   | ｢MISSION：GO5｣ブルー、グリーン、イエローの新設定を考える               | ブルー グリーン イエロー        |                                |
| おまけ動画(#145)               | 3月8日   | 3人で気配斬りしてみた                                                  | ブルー グリーン イエロー        |                                |
| おまけ動画(#146)               | 3月16日  | 人にやさしくなるゲーム延長戦                                           | ブルー グリーン イエロー        |                                |
| 悪の実験室                     | 3月25日  | ババ抜きが1番強いのは誰か？                                            | イエロー ピンク ブルー          |                                |
| おまけ動画(#148)               | 4月13日  | ゴーラスペースで使える絵文字を考える                                   | イエロー ピンク ブルー          |                                |
| おまけ動画(#149)               | 4月13日  | ｢キャット&チョコレート 非日常編｣未公開&延長戦                          | イエロー ピンク ブルー          |                                |
| おまけ動画(#150)               | 4月20日  | まだまだホワイトクイズ！                                               | イエロー ピンク ブルー          |                                |
| 未公開動画(#152)               | 5月2日   | 対決の練習時間の様子を公開                                             | ホワイト グリーン               |                                |
| 未公開動画(#154)               | 5月9日   | ネオグリーンの笑いが止まらない？                                       | ホワイト グリーン               |                                |
| おまけ動画(#155)               | 5月19日  | ギネス記録「トランプ並べ」に挑戦！                                     | ホワイト グリーン               |                                |
| おまけ動画(#150)               | 6月13日  | ホワイトによるホワイトクイズの答え                                     | ホワイト グリーン               |                                |
| おまけ動画(#160)               | 6月24日  | 3コマで｢桃太郎｣を伝えられるのか！？                                    | ホワイト ピンク ブルー          |                                |
| おまけ動画(#161)               | 7月6日   | なりきりキャラしりとり未公開&おまけ                                    | ホワイト ピンク ブルー          |                                |
| 未公開動画(#164)               | 7月22日  | ブル子＆ピン子がホワイトに告白！                                       | ホワイト ピンク ブルー          |                                |
| 悪の実験室                     | 8月12日  | ゆで卵を早く正確にむけるのは誰か？                                     | ホワイト ピンク ブルー          |                                |
| おまけ動画(#168)               | 8月30日  | ボイスドラマの魅力を川柳で                                             | イエロー ピンク ブルー グリーン | ゲスト:RIVALZ 現在非公開       |
| おまけ動画(#165)               | 9月12日  | サバゲーの練習(ブルー・グリーン・ピンク)                               | ブルー グリーン ピンク          |                                |
| おまけ動画(#165)               | 9月29日  | サバゲーの練習②(イエロー・ホワイト)                                    | イエロー ホワイト               |                                |
| 未公開動画(#171)               | 10月11日 | ビーチバレーフル(耐久)動画                                             | イエロー グリーン ピンク        |                                |
| 未公開動画(#172)               | 10月21日 | まだまだあります宇宙クイズ！                                           | イエロー グリーン ピンク        |                                |
| おまけ動画(ハロウィン特別動画) | 10月31日 | HAPPY HALLOWEEN！お菓子をかけてぐらぐらゲーム！                        | イエロー ホワイト               |                                |
| 未公開動画(#174)               | 11月22日 | 紙飛行機作り                                                           | イエロー グリーン ピンク        |                                |
| 悪の実験室                     | 11月22日 | 知育菓子を作って食べてみた                                             | イエロー グリーン ピンク        |                                |
| おまけ動画(#176)               | 12月23日 | 前屈の記録をのばす方法を試してみた                                     | イエロー ホワイト               |                                |
| おまけ動画(#177)               | 12月23日 | 知力検証おまけ問題にチャレンジ！                                       | イエロー ホワイト               |                                |
| 2023年                         |          |                                                                        |                                 |                                |
| おまけ動画                     | 1月25日  | ステータス検証番外編！記憶力測定ホワイト&イエロー                      | イエロー ホワイト               |                                |
| 未公開動画(#182・#184)         | 2月10日  | 筋力検証と瞬発力検証の未公開シーン                                     | ブルー ピンク                   |                                |
| おまけ動画(#183)               | 2月10日  | 知力検証おまけ問題にチャレンジ！ブルー&ピンク編                        | ブルー ピンク                   |                                |
| おまけ動画(#184)               | 2月17日  | ステータス検証番外編！記憶力測定！ブルー&ピンク                        | ブルー ピンク                   |                                |
| 悪の実験室                     | 2月17日  | きれいにTシャツをたたむ方法とは…？                                     | ブルー ピンク                   |                                |
| おまけ動画(#187)               | 3月10日  | グリーンとピンクの団結力は？延長線！                                   | グリーン ピンク                 |                                |
| おまけ動画(#192)               | 3月10日  | 喧嘩のきっかけ:冷蔵庫にあるプリンを食べてしまった                      | グリーン ピンク                 |                                |
| おまけ動画(#189)               | 4月14日  | 書き初めをしてみました                                                 | グリーン ピンク                 |                                |
| 悪の実験室                     | 4月14日  | 雑巾を早く絞れ！雑巾絞りタイムアタック！                               | グリーン ピンク                 |                                |
| おまけ動画(#195)               | 5月12日  | スマートなチョコの受け取り方とは？                                     | ブルー ホワイト ピンク          |                                |
| 未公開動画(#196)               | 5月12日  | 猫は何をしても可愛いのか？検証未公開シーン                             | ブルー ホワイト ピンク          |                                |
| おまけ動画(特別編)             | 5月26日  | ４周年記念コラボカフェのメニューを考える（ブルー・ホワイト・ピンク編） | ブルー ホワイト ピンク          | コラボカフェ開催記念で全体公開 |
| おまけ動画(特別編)             | 5月30日  | ４周年記念コラボカフェのメニューを考える（グリーン・イエロー編）       | グリーン イエロー               | コラボカフェ開催記念で全体公開 |
| 未公開動画(#195・#198)         | 7月29日  | 未公開のお題＆ブラックボックス破壊の未公開                             | ブルー ホワイト ピンク          |                                |
| 悪の実験室                     | 7月29日  | スタンプ早押しチャレンジ！                                             | ブルー ホワイト ピンク          |                                |
| 未公開動画(#224)               | 10月3日  | グリーンおにいさんのIQたかいかな？もう一問！                           | ブルー グリーン ピンク          |                                |
| 未公開動画(#225)               | 10月3日  | カオスな食レポの未公開シーン                                           | ブルー グリーン ピンク          |                                |
| 未公開動画(#226)               | 11月27日 | GO人衆の進化系を考えている間の3人は…                                   | ブルー グリーン ピンク          |                                |
| 悪の実験室                     | 11月27日 | 背中絵描きチャレンジ！                                                 | ブルー グリーン ピンク          |                                |
| ゴーラスペース限定配信         | 12月19日 | GO5 NEXT！声福生放送！                                                 | GOALOUS5                        |                                |
| 悪の実験室                     | 12月22日 | GO人衆のえかきうたを作ってみよう！                                     | イエロー グリーン               |                                |
| 未公開動画(#200)               | 12月22日 | ドミノチャレンジの未公開映像！                                         | イエロー グリーン               |                                |
| 未公開動画(#201)               | 12月28日 | ｢悪の組織の幹部会議｣未公開映像！                                       | ホワイト グリーン ピンク        |                                |
| おまけ動画(#202)               | 12月28日 | GOALOUS5 vs ヒーロー3 おまけ対決の模様をお届け！                       | ホワイト グリーン ピンク        | ゲスト:ヒーロー3               |
| おまけ動画(#203)               | 12月28日 | トーストトランプではやどりフルーツ！未公開映像も                       | ホワイト グリーン ピンク        |                                |
| おまけ動画(#204)               | 12月28日 | みんなでロケ弁を食べます                                               | ホワイト グリーン ピンク        |                                |
| 未公開動画(#205)               | 12月28日 | 沖縄での思い出と遅刻について                                           | イエロー ブルー                 |                                |
| おまけ動画(#206)               | 12月28日 | TikTokエフェクトを色々試してみた                                       | イエロー ブルー                 |                                |
| 未公開動画(#207)               | 12月28日 | ナンヨウハギラジオの未公開トーク                                       | イエロー ブルー                 |                                |
| 悪の実験室                     | 12月28日 | 効き水に挑戦！                                                         | イエロー ブルー                 |                                |
| 2024年                         |          |                                                                        |                                 |                                |
| 未公開動画(#231)               | 6月28日  | 知力検証中の未公開！                                                   | ブルー グリーン                 |                                |
| 未公開動画(#232)               | 6月28日  | 身体能力検証中の未公開！                                               | ブルー グリーン                 |                                |
| 未公開動画(#233)               | 6月28日  | 記憶力検証中の未公開！                                                 | ブルー グリーン                 |                                |
| 未公開動画(#234)               | 6月28日  | コントロール検証中の未公開！                                           | ブルー グリーン                 |                                |
| ゴーラスペース限定配信         | 12月10日 | 「Sixy」情報解禁！声福生放送！                                         | GOALOUS5                        |                                |
| 未公開動画(#284)               | 12月13日 | グリーン・イエロー・ピンクのホッケー対決！                             | グリーン イエロー ピンク        |                                |

### 生放送
| 話数 | 放送日         | タイトル                                                             | 出演者           | 備考                                           |
| ---- | -------------- | -------------------------------------------------------------------- | ---------------- | ---------------------------------------------- |
| #9   | 2019年7月15日  | 声福生放送！GOALOUS5全員集合！〈重大報告をするのだ！〉               | GOALOUS5         |                                                |
| #26  | 2019年11月14日 | 声福生放送！ 祝CD発売！〈声福はじめて半周年〉                        | GOALOUS5         |                                                |
| #53  | 2020年5月24日  | GOALOUS5作戦開始一周年！声福生放送！〈新情報もあるのだ！〉           | GOALOUS5         |                                                |
| #78  | 2020年11月8日  | 5 AHEAD！声福生放送！〈お前はもう虜なのだ！〉                        | GOALOUS5         |                                                |
| #126 | 2021年10月18日 | GOALOUS NIGHT！声福生放送！〈俺たちとミショゴとミショコマと〉        | GOALOUS5         |                                                |
| #138 | 2022年1月12日  | ゴーラスミラージュ！声福生放送！〈もうすぐCD発売なのだ！〉           | GOALOUS5         |                                                |
| #167 | 2022年8月4日   | RIVALZ襲来！7人で声福生放送！〈ミショゴ新情報公開なのだ！〉          | GOALOUS5、RIVALZ | 現在アーカイブ非公開                           |
| #180 | 2022年11月6日  | Get set, ゴーラス！声福生放送！〈第4弾テーマソング情報公開！〉       | GOALOUS5         |                                                |
| #209 | 2023年5月22日  | GOALOUS5 作戦開始4周年！声福生放送！〈重大報告がたくさんあるのだ！〉 | GOALOUS5         |                                                |
| －   | 2023年12月19日 | GO5 NEXT！声福生放送！〈テーマソング第5弾発売記念生放送〉            | GOALOUS5         |                                                |
| －   | 2024年5月12日  | GOALOUS5 作戦開始5周年！5時間声福生放送！〈5大作戦を発表するのだ！〉 | GOALOUS5         |                                                |
| －   | 2024年7月21日  | GOALOUS5 5周年記念ABEMA声福生放送                                    | GOALOUS5         | ABEMAにて独占生放送                            |
| －   | 2024年12月10日 | 「Sixy」情報解禁！声福生放送！〈テーマソング第6弾情報公開〉          | GOALOUS5         |                                                |
| －   | 2025年5月11日  | GOALOUS5 作戦開始6周年！5時間（＋1）声福生放送！                     | GOALOUS5         | ABEMAにて独占生放送。現在はYouTubeで視聴可能。 |
| －   | 2025年6月18日  | GOALOUS5 3ヵ月連続！ABEMA声福生放送！#1（6月）                       | GOALOUS5         | ABEMAにて独占生放送                            |
| －   | 2025年7月23日  | GOALOUS5 3ヵ月連続！ABEMA声福生放送！#2（7月）                       | GOALOUS5         | ABEMAにて独占生放送                            |

## イベント
| 開催日         | タイトル                                                         | 会場                                         | 配信       | 出演者                                                       |
| -------------- | ---------------------------------------------------------------- | -------------------------------------------- | ---------- | ------------------------------------------------------------ |
| 2019年12月29日 | 声福大作戦 ～集結！GOALOUS5！～                                  | よみうりランド・日テレらんらんホール         |            | GOALOUS5                                                     |
| 2020年7月12日  | 声福訓練～緊急招集！重大作戦の報告なのだ～                       |                                              | OPENREC.tv | GOALOUS5                                                     |
| 2020年12月27日 | 声福大作戦～新作戦！虜にさせるのだ！～                           |                                              | OPENREC.tv | GOALOUS5                                                     |
| 2021年5月22日  | 声福大作戦〜祝★二周年！重大報告もあるのだ！〜                    |                                              | OPENREC.tv | GOALOUS5                                                     |
| 2022年4月24日  | 声福大作戦〜祝★三周年！進めゴーラス！〜                          | THE GRAND HALL                               | OPENREC.tv | GOALOUS5                                                     |
| 2022年7月3日   | 声福大作戦～LIVE & READING～                                     | 福生市民会館大ホール（もくせいホール）       | OPENREC.tv | GOALOUS5                                                     |
| 2022年9月4日   | GOALOUS5×クロミ トークイベントinサンリオピューロランド           | サンリオピューロランド                       | OPENREC.tv | GOALOUS5、クロミ                                             |
| 2023年1月15日  | GOALOUS5 構成員集会                                              | 日本橋三井ホール                             | OPENREC.tv | GOALOUS5                                                     |
| 2023年8月6日   | 声福大作戦〜GOALOUS SUMMER 2023〜                                | ヒューリックホール東京                       | OPENREC.tv | GOALOUS5                                                     |
| 2023年11月19日 | MISSION：GO5 SPECIAL PARTY 2023                                  | GARDEN 新木場 FACTORY                        | OPENREC.tv | GOALOUS5、RIVALZ                                             |
| 2024年4月7日   | GOALOUS5 構成員集会                                              | 大手町プレイスカンファレンスセンター2Fホール | OPENREC.tv | GOALOUS5                                                     |
| 2024年7月21日  | The History of GOALOUS5 〜5th Anniversary〜 発売記念トークショー | 都内某所                                     |            | 【第1部】 グリーン ホワイト ピンク 【第2部】 ブルー イエロー |
| 2024年9月1日   | 声福大作戦～GO5！GOALOUS5！～                                    | 鴻巣市文化センター クレアこうのす 大ホール   | OPENREC.tv | GOALOUS5                                                     |
| 2024年9月16日  | ABEMAアニメ祭 GOALOUS5 5th Anniversary スペシャルトークステージ  | Zepp Shinjuku                                | ABEMA PPV  | GOALOUS5                                                     |
| 2024年11月10日 | ゴーラス合宿報告会                                               | 池袋HUMAXシネマズ                            |            | GOALOUS5                                                     |
| 2025年3月29日  | GOALOUS5 構成員集会                                              | 幕張国際研修センター シンポジウムホール      |            | GOALOUS5                                                     |

## ディスコグラフィ

### シングル
| 発売日         | タイトル        | 収録曲                             | 作詞/作曲                                          |
| -------------- | --------------- | ---------------------------------- | -------------------------------------------------- |
| 2019年11月05日 | GO5！GOALOUS5！ | GO5！GOALOUS5！                    | 作詞：仲智唯 作曲、編曲：野中“まさ”雄一            |
| 2019年11月05日 | GO5！GOALOUS5！ | Let's GOALOUS5 ！！                | 作詞、作曲、編曲：大塚剛毅                         |
| 2019年11月05日 | GO5！GOALOUS5！ | GO5！GOALOUS5！(Instrumental)      | -                                                  |
| 2019年11月05日 | GO5！GOALOUS5！ | Let's GOALOUS5！！(Instrumental)   | -                                                  |
| 2020年11月25日 | 5 AHEAD！       | 5 AHEAD！                          | 作詞：高野カンナ 作曲、編曲：岩崎貴文              |
| 2020年11月25日 | 5 AHEAD！       | Rosy Beat                          | 作詞：高野カンナ 作曲：神谷礼 編曲：野中“まさ”雄一 |
| 2020年11月25日 | 5 AHEAD！       | 5 AHEAD！(Instrumental)            | -                                                  |
| 2020年11月25日 | 5 AHEAD！       | Rosy Beat(Instrumental)            | -                                                  |
| 2022年1月19日  | MIRAGE SHOW     | MIRAGE SHOW                        | 作詞：高野カンナ 作曲、編曲：瀧澤純一              |
| 2022年1月19日  | MIRAGE SHOW     | Dreaming Time                      | 作詞、作曲：高野カンナ 編曲：瀧澤純一              |
| 2022年1月19日  | MIRAGE SHOW     | MIRAGE SHOW(Instrumental)          | -                                                  |
| 2022年1月19日  | MIRAGE SHOW     | Dreaming Time(Instrumental)        | -                                                  |
| 2023年1月12日  | Get set,5！     | Get set,5！                        | 作詞：仲智唯 作曲、編曲：野中“まさ”雄一            |
| 2023年1月12日  | Get set,5！     | GOALOUS Festa                      | 作詞、作曲、編曲：Motokiyo                         |
| 2023年1月12日  | Get set,5！     | Get set,5！(Instrumental)          | -                                                  |
| 2023年1月12日  | Get set,5！     | GOALOUS Festa(Instrumental)        | -                                                  |
| 2024年1月31日  | GO5 NEXT        | GO5 NEXT                           | 作詞：仲智唯 作曲、編曲：野中”まさ”雄一            |
| 2024年1月31日  | GO5 NEXT        | ゴーラスたいそう                   | 作詞：仲智唯 作曲、編曲：野中”まさ”雄一            |
| 2024年1月31日  | GO5 NEXT        | GO5 NEXT(Instrumental)             | -                                                  |
| 2024年1月31日  | GO5 NEXT        | ゴーラスたいそう(Instrumental)     | -                                                  |
| 2025年1月31日  | Sixy            | Sixy                               | 作詞：仲智唯 作曲、編曲：野中"まさ"雄一            |
| 2025年1月31日  | Sixy            | あの先には何かがいる               | 作詞：仲智唯 作曲、編曲：野中"まさ"雄一            |
| 2025年1月31日  | Sixy            | Sixy(Instrumental)                 | -                                                  |
| 2025年1月31日  | Sixy            | あの先には何かがいる(Instrumental) | -                                                  |

### アルバム
| 発売日        | タイトル     | 収録曲              | 作詞/作曲                               |
| ------------- | ------------ | ------------------- | --------------------------------------- |
| 2023年7月28日 | GOALOUS BEST | GO5！GOALOUS5！     | -                                       |
| 2023年7月28日 | GOALOUS BEST | Let’s GOALOUS5！！  | -                                       |
| 2023年7月28日 | GOALOUS BEST | 5 AHEAD！           | -                                       |
| 2023年7月28日 | GOALOUS BEST | Rosy Beat           | -                                       |
| 2023年7月28日 | GOALOUS BEST | MIRAGE SHOW         | -                                       |
| 2023年7月28日 | GOALOUS BEST | Dreaming Time       | -                                       |
| 2023年7月28日 | GOALOUS BEST | Get set,5！         | -                                       |
| 2023年7月28日 | GOALOUS BEST | GOALOUS Festa       | -                                       |
| 2023年7月28日 | GOALOUS BEST | 戦慄のGOALOUS5!!!!! | 作詞：仲智唯 作曲、編曲：野中“まさ”雄一 |

### ドラマCD
| 発売日         | タイトル                                                       | 収録内容                      | 備考                                                   |
| -------------- | -------------------------------------------------------------- | ----------------------------- | ------------------------------------------------------ |
| 2021年03月25日 | MISSION：GO5 ボイスドラマ Vol.01 「学園ヲ声福セヨ！」          | Scene1~6                      | -                                                      |
| 2021年03月25日 | MISSION：GO5 ボイスドラマ Vol.01 「学園ヲ声福セヨ！」          | HERE WE GO！                  | 作詞：高野カンナ 作曲、編曲：山崎瞳弥                  |
| 2021年03月25日 | MISSION：GO5 ボイスドラマ Vol.01 「学園ヲ声福セヨ！」          | HERE WE GO！(Instrumental)    | -                                                      |
| 2021年11月01日 | MISSION：GO5 ボイスドラマ Vol.02 「夜ノ街ヲ声福セヨ！」        | Scene1~6                      | -                                                      |
| 2021年11月01日 | MISSION：GO5 ボイスドラマ Vol.02 「夜ノ街ヲ声福セヨ！」        | GOALOUS NIGHT                 | 作詞：田中龍志 作曲：田中龍志、加藤祐平 編曲：加藤祐平 |
| 2021年11月01日 | MISSION：GO5 ボイスドラマ Vol.02 「夜ノ街ヲ声福セヨ！」        | GOALOUS NIGHT(Instrumental）  | -                                                      |
| 2022年9月23日  | MISSION：GO5 ボイスドラマ Vol.03 「好敵手ニ勝利セヨ！」        | Scene1~7                      | -                                                      |
| 2022年9月23日  | MISSION：GO5 ボイスドラマ Vol.03 「好敵手ニ勝利セヨ！」        | Ultimate Five！               | 作詞、作曲：高野カンナ 編曲：野中“まさ”雄一            |
| 2022年9月23日  | MISSION：GO5 ボイスドラマ Vol.03 「好敵手ニ勝利セヨ！」        | Ultimate Five！(Instrumental) | -                                                      |
| 2023年8月29日  | MISSION：GO5 ボイスドラマ Vol.04 「江戸ノ町ヲ声福セヨ！」      | Scene 1~6                     | -                                                      |
| 2023年8月29日  | MISSION：GO5 ボイスドラマ Vol.04 「江戸ノ町ヲ声福セヨ！」      | 伍色ノ華                      | 作詞：高野カンナ 作曲、編曲：大塚剛毅                  |
| 2023年8月29日  | MISSION：GO5 ボイスドラマ Vol.04 「江戸ノ町ヲ声福セヨ！」      | 伍色ノ華(Instrumental)        | -                                                      |
| 2025年4月15日  | MISSION：GO5 Vol.04.5 A SHORT BREAK 〜Drama＆Song Collection〜 | Drama1：Itsuki＆Koga          | -                                                      |
| 2025年4月15日  | MISSION：GO5 Vol.04.5 A SHORT BREAK 〜Drama＆Song Collection〜 | Song1：Peaceful Fight         | -                                                      |
| 2025年4月15日  | MISSION：GO5 Vol.04.5 A SHORT BREAK 〜Drama＆Song Collection〜 | Drama2：Aoto＆Asahi＆Roi      | -                                                      |
| 2025年4月15日  | MISSION：GO5 Vol.04.5 A SHORT BREAK 〜Drama＆Song Collection〜 | Song2：Breaktime              | -                                                      |
| 2025年4月15日  | MISSION：GO5 Vol.04.5 A SHORT BREAK 〜Drama＆Song Collection〜 | Drama3：Toya＆Shiro           | -                                                      |
| 2025年4月15日  | MISSION：GO5 Vol.04.5 A SHORT BREAK 〜Drama＆Song Collection〜 | Song3：Foresty                | -                                                      |

## 映像化商品

### イベント映像
| 発売日        | タイトル                                         |
| ------------- | ------------------------------------------------ |
| 2022年1月19日 | GOALOUS5 声福大作戦〜2019＆2020〜                |
| 2023年5月18日 | GOALOUS5 声福大作戦～LIVE & READING～            |
| 2023年5月18日 | GOALOUS5 声福大作戦〜祝★三周年！進めゴーラス！〜 |
| 2024年9月27日 | GOALOUS5 声福大作戦～GOALOUS SUMMER 2023～       |

### 特別企画映像
| 発売日         | タイトル                                | 備考          |
| -------------- | --------------------------------------- | ------------- |
| 2022年8月5日   | GOALOUS5 GOALOUS CAMP 2022              | 3周年記念企画 |
| 2023年9月28日  | GOALOUS5 GOALOUS Training 2023          | 4周年記念企画 |
| 2024年12月24日 | GOALOUS5 ｢ゴーラス合宿 2024 ～温泉編～｣ | 5周年記念企画 |

## 書籍
| 発売日       | タイトル                                    |
| ------------ | ------------------------------------------- |
| 2024年7月2日 | The History of GOALOUS5 〜5th Anniversary〜 |

## 2次元キャラクター化プロジェクト｢MISSION:GO5｣
2020年7月の｢声福訓練～緊急招集！重大作戦の報告なのだ～｣にて発表された、GOALOUS5の2次元キャラクター化プロジェクト。キャラクターデザインは夏生。
コンセプトは｢パラレルワールドに存在するGOALOUS5｣。 略称はミショゴ。

### 登場キャラクター

#### 幹部メンバー GOALOUS5(ゴーラスファイブ)
黄島朝陽(きじまあさひ)（CV.寺島惇太）
ゴーラスイエロー。
白鷹光牙(しらたかこうが)（CV.仲村宗悟）
ゴーラスホワイト。
ロイ(ろい)（CV.深町寿成）
ゴーラスピンク。
緑埜樹(みどのいつき)（CV.小松昌平）
ゴーラスグリーン。
深海青斗(ふかみあおと)（CV.熊谷健太郎）
ゴーラスブルー。

#### 準幹部メンバー RIVALZ(リバルズ)
2022年7月の｢声福大作戦〜LIVE&READING〜｣にて、追加キャラクターとして発表された。ボイスドラマVol.03より登場。
燈灯夜(あかりとうや)（CV.狩野翔）
リバルズオレンジ。
藤崎紫狼(ふじさきしろう)（CV.濱野大輝）
リバルズパープル。

### ドラマCD
ディスコグラフィーを参照。

### ミショコマ
2021年3月より、隔週月曜にGOALOUS5公式X(旧Twitter)及びMISSION:GO5公式HPにて更新されている４コマ漫画。作画はTAMAKI。

## コラボ
- カラオケの鉄人
  - vol.1(2019年11月5日(火)-2019年12月29日(日))[14]
  - vol.2(2021年6月1日(火)-2021年6月30日(水))[15]

- コラボカフェ
  - プリンセスカフェ 渋谷マルイ館 ドリンクショップ(2020年12月10日(木)-2021年1月10日(日))
  - プリンセスカフェ 有楽町マルイ館/大阪館(2021年2月4日(木)-2021年3月2日(火)/2021年2月13日(土)-2021年3月7日(日))
  - プリンセスカフェ 池袋館(2021年10月8日(金)-2021年11月7日(日)) -MISSION:GO5 ボイスドラマ Vol.2と連動
  - コラボカフェ本舗BLANC 池袋店(2023年6月1日(木)-2023年6月25日(日))[16] -4周年記念
  - THEキャラカフェ グランドスケープ池袋(2024年7月6日(土)-2024年7月21日(日))[17] -5周年記念

- 展示・ショップ
  - 出張アジト in 新宿マルイ アネックス(2021年11月19日(金)-2021年11月28日(日))[18] -テーマソング第3弾発売記念
  - GCRESTORE in TOKYO Anime Center(2022年4月28日(木)-2022年5月22日(日))[19] -ジークレストコンテンツとして
  - GO5!ゴーラス展 in マルイシティ横浜(2024年6月21日(金)-2024年7月7日(日))[20] -5周年記念
  - 出張アジト2 in 新宿マルイ メン(2025年1月24日(金)-2025年2月2日(日))[21] -Blu-ray「ゴーラス合宿 2024 ～温泉編～」& CD「Sixy」発売記念

- その他
  - クロミ(2022年)[22][23][24]
  - お昼のショッカーさん(2022年)[25]